# Guillaume Raoux
Guillaume Raoux (Bagnols-sur-Cèze, 14 februari 1970) is een voormalig Franse tennisprof, die tussen 1989 en 2000 uitkwam op de ATP-tour. Raoux won één titel in het enkelspel en vier in het dubbelspel. Ook maakte Raoux deel uit van het Franse team dat de Davis Cup won in 1996. 

## Carrière

### Enkelspel
| Legenda                       | Legenda               |
| ----------------------------- | --------------------- |
| Grand Slam                    |                       |
| Olympische Spelen             |                       |
| tot 2009                      | vanaf 2009            |
| Tennis Masters Cup            | ATP Finals            |
| ATP Masters Series            | ATP Tour Masters 1000 |
| ATP International Series Gold | ATP Tour 500          |
| ATP International Series      | ATP Tour 250          |

| Nr.              | Datum            | Toernooi           | Ondergrond    | Tegenstander in finale | Score        | Details |
| ---------------- | ---------------- | ------------------ | ------------- | ---------------------- | ------------ | ------- |
| Gewonnen finales |                  |                    |               |                        |              |         |
| 1.               | 4 oktober 1992   | ATP Brisbane       | Hardcourt (i) | Kenneth Carlsen        | 6-4, 7-6(10) | Details |
| Verloren finales |                  |                    |               |                        |              |         |
| 1.               | 10 november 1991 | ATP Birmingham     | Tapijt (i)    | Michael Chang          | 3-6, 2-6     | Details |
| 2.               | 19 maart 1995    | ATP St. Petersburg | Tapijt(i)     | Jevgeni Kafelnikov     | 2-6, 2-6     | Details |
| 3.               | 9 april 1995     | ATP Johannesburg   | Gravel        | Martin Sinner          | 1-6, 4-6     | Details |
| 4.               | 2 juni 1997      | ATP Rosmalen       | Gras          | Richard Krajicek       | 4-6, 6-7(7)  | Details |

### Dubbelspel
| Nr.                           | Datum             | Toernooi         | Ondergrond    | Partner                | Tegenstanders in finale     | Score         | Details |
| ----------------------------- | ----------------- | ---------------- | ------------- | ---------------------- | --------------------------- | ------------- | ------- |
| Gewonnen finales heren dubbel |                   |                  |               |                        |                             |               |         |
| 1.                            | 17 januari 1993   | ATP Jakarta      | Hardcourt     | Diego Nargiso          | Jacco Eltingh Paul Haarhuis | 7-6, 6-7, 6-3 | Details |
| 2.                            | 9 april 1995      | ATP Johannesburg | Hardcourt     | Rodolphe Gilbert       | Martin Sinner Joost Winnink | 6-4, 3-6, 6-3 | Details |
| 3.                            | 18 februari 1996  | ATP Marseille    | Hardcourt (i) | Jean-Philippe Fleurian | Marius Barnard Peter Nyborg | 6-3, 6-2      | Details |
| 4.                            | 21 juni 1998      | ATP Rosmalen     | Gras          | Jan Siemerink          | Joshua Eagle Andrew Florent | 7-6(5), 6-4   | Details |
| Verloren finales heren dubbel |                   |                  |               |                        |                             |               |         |
| 1.                            | 18 september 1994 | ATP Bordeaux     | Gravel        | Diego Nargiso          | Olivier Delaître Guy Forget | 2-6, 6-2, 5-7 | Details |
| 2.                            | 12 maart 1995     | ATP Kopenhagen   | Tapijt (i)    | Greg Rusedski          | Mark Keil Peter Nyborg      | 7-6, 4-6, 6-7 | Details |
| 3.                            | 20 oktober 1996   | ATP Toulouse     | Tapijt (i)    | Olivier Delaître       | Jacco Eltingh Paul Haarhuis | 3-6, 5-7      | Details |

## Prestatietabel
| Legenda | Legenda                          |
| ------- | -------------------------------- |
| g.t.    | geen toernooi gehouden           |
| l.c.    | lagere categorie                 |
| –       | niet deelgenomen                 |
| G       | uitgeschakeld in de groepsfase   |
| 1R      | uitgeschakeld in de eerste ronde |
| 2R      | uitgeschakeld in de tweede ronde |
| 3R      | uitgeschakeld in de derde ronde  |
| 4R      | uitgeschakeld in de vierde ronde |
| KF      | uitgeschakeld in de kwartfinale  |
| HF      | uitgeschakeld in de halve finale |
| F       | de finale verloren               |
| W       | het toernooi gewonnen            |
| w-v     | winst/verlies-balans             |

### Prestatietabel grand slam, enkelspel
| Toernooi        | 1988 | 1989 | 1990 | 1991 | 1992 | 1993 | 1994 | 1995 | 1996 | 1997 | 1998 | 1999 | 2000 |
| --------------- | ---- | ---- | ---- | ---- | ---- | ---- | ---- | ---- | ---- | ---- | ---- | ---- | ---- |
| Australian Open | –    | 1R   | 1R   | 1R   | 1R   | 3R   | 3R   | 1R   | 3R   | 2R   | 4R   | 2R   | –    |
| Roland Garros   | 1R   | 1R   | 1R   | 1R   | 1R   | 1R   | 1R   | 2R   | 1R   | 2R   | 2R   | 1R   | 1R   |
| Wimbledon       | –    | –    | 2R   | 1R   | 1R   | 1R   | 1R   | 1R   | 2R   | 3R   | 1R   | 1R   | –    |
| US Open         | –    | –    | –    | 2R   | 1R   | 1R   | 1R   | 1R   | 2R   | 2R   | 2R   | 1R   | –    |

### Prestatietabel grand slam, dubbelspel
| Toernooi        | 1989 | 1990 | 1991 | 1992 | 1993 | 1994 | 1995 | 1996 | 1997 | 1998 | 1999 | 2000 |
| --------------- | ---- | ---- | ---- | ---- | ---- | ---- | ---- | ---- | ---- | ---- | ---- | ---- |
| Australian Open | –    | –    | –    | –    | –    | –    | 2R   | 2R   | –    | –    | –    | –    |
| Roland Garros   | KF   | 2R   | 1R   | 1R   | 1R   | 3R   | 1R   | 2R   | 1R   | 1R   | 1R   | 2R   |
| Wimbledon       | 3R   | 1R   | –    | 2R   | –    | 3R   | 2R   | KF   | 1R   | –    | –    | –    |
| US Open         | –    | –    | –    | –    | –    | –    | 3R   | 2R   | 3R   | –    | –    | –    |